# Ginástica nos Jogos Asiáticos de 2002
A ginástica nos Jogos Asiáticos de 2002 teve sua edição realizada na cidade de Busan, na Coreia do Sul, com as disputas da ginástica artística feminina e masculina e da modalidade rítmica.

## Eventos
Ginástica artística
- Individual geral masculino
- Equipes masculino
- Solo masculino
- Barra fixa
- Barras paralelas
- Cavalo com alças
- Argolas
- Salto sobre a mesa masculino
- Individual geral feminino
- Equipes feminino
- Trave
- Solo feminino
- Barras assimétricas
- Salto sobre a mesa feminino

Ginástica rítmica
- Equipes
- Individual geral

## Medalhistas
Ginástica artística
| Evento              | Ouro                                                  | Prata                              | Bronze                               |
| Masculino           |                                                       |                                    |                                      |
| Equipes             | CHN                                                   | KOR                                | JPN                                  |
| Individual geral    | CHN Yang Wei                                          | KOR Kim Dong-Hwa CHN Liang Fuliang | nenhum                               |
| Solo                | KOR Kim Seung-Il                                      | PRK Jo Jong-Chol                   | CHN Yang Wei                         |
| Cavalo com alças    | PRK Kim Hyon-ll CHN Teng Haibin                       | nenhum                             | JPN Takehiro Kashima                 |
| Argolas             | CHN Huang Xu KOR Kim Dong-Hwa                         | nenhum                             | THA Lai Kuocheng JPN Hiroyuki Tomita |
| Salto sobre a mesa  | CHN Li Xiaopeng                                       | CHN Yang Wei                       | KOR Kim Dae-Eun                      |
| Barras paralelas    | CHN Huang Xu CHN Li Xiaopeng                          | nenhum                             | KOR Kim Seung-Il                     |
| Barra fixa          | CHN Teng Haibin JPN Hiroyuki Tomita KOR Yang Tae-Seok | nenhum                             | nenhum                               |
| Feminino            |                                                       |                                    |                                      |
| Equipes             | CHN                                                   | PRK                                | JPN                                  |
| Individual geral    | CHN Zhang Nan                                         | UZB Oksana Chusovitina             | CHN Kang Xin                         |
| Salto sobre a mesa  | UZB Oksana Chusovitina                                | CHN Liu Wei                        | CHN Huang Jing                       |
| Barras assimétricas | PRK Han Jong-Ok CHN Zhang Nan                         | nenhum                             | PRK So Jong-Ok                       |
| Trave               | CHN Kang Xin                                          | UZB Oksana Chusovitina             | PRK Pyon Kwang-Sun                   |
| Solo                | CHN Zhang Nan UZB Oksana Chusovitina                  | nenhum                             | KOR Kim Ji-Young                     |

Ginástica rítmica
| Evento           | Ouro           | Prata             | Bronze            |
| Equipes          | CHN            | KAZ               | KOR               |
| Individual geral | CHN Zhong Ling | KAZ Alya Yusupova | JPN Yukari Murata |

## Quadro de medalhas
| Ordem | País            | Medalha de ouro | Medalha de prata | Medalha de bronze |    |
| ----- | --------------- | --------------- | ---------------- | ----------------- | -- |
| 1     | China           | 15              | 3                | 3                 | 21 |
| 2     | Coreia do Sul   | 3               | 2                | 4                 | 9  |
| 3     | Coreia do Norte | 2               | 2                | 2                 | 6  |
| 4     | Uzbequistão     | 2               | 2                |                   | 4  |
| 5     | Japão           | 1               |                  | 5                 | 6  |
| 6     | Cazaquistão     |                 | 2                |                   | 2  |
| 7     | Tailândia       |                 |                  | 1                 | 1  |
| TOTAL | TOTAL           | 23              | 11               | 15                | 49 |